# Prototyphis angasi
Prototyphis angasi là một loài ốc biển, là động vật thân mềm chân bụng sống ở biển thuộc họ Muricidae, họ ốc gai.

## Phân bố

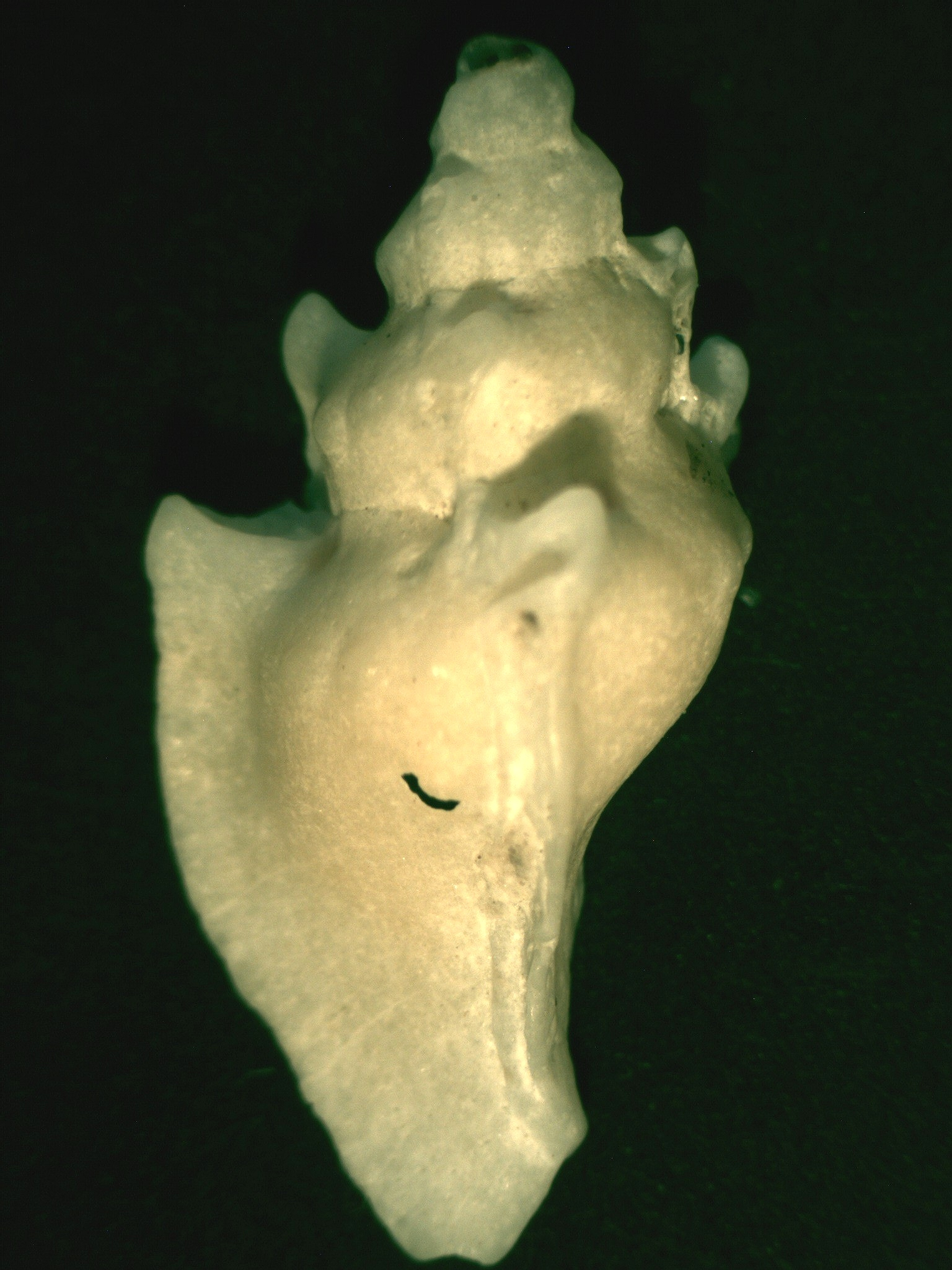
Prototyphis angasi, abapertural view